# Meoqui
Meoqui é uma cidade do estado de Chihuahua, no México.